# Avlida
Avlida (in greco Αυλίδα?) è un ex comune della Grecia nella periferia della Grecia Centrale (unità periferica dell'Eubea) con 8 300 abitanti secondo i dati del censimento 2001.
È stato soppresso a seguito della riforma amministrativa, detta Programma Callicrate, in vigore dal gennaio 2011 ed è ora compreso nel comune di Calcide.
Insieme al comune di Anthidona, sono gli unici comuni della prefettura a non essere su un'isola.
Il suo antico nome era Aulis il luogo dove Euripide ambientò la tragedia Ifigenia in Aulide.